# Egbert Billung
Egbert Billung

Graaf en markgraaf Egbert Billung (*ca 865-932?) is een zoon van Wichman II (*?-880). Wichman II was gehuwd met een kleindochter van Egbert van Saksen en Ida van Herzfeld. 

Aangenomen wordt dat Wichman II in 880 sneuvelde tijdens een bloedige slag van Saksische graven tegen de Denen in het beneden-Elbegebied.
Egbert Billung graaf in Wetigouw kreeg in 892 van koning Arnulf 66 koninklijke hoeven in de graafschappen tussen de Leine en de boven-Wezer en in Bardengouw, aan de Elbe, een kerngebied van de latere Billungers. Egbert kreeg deze gift omdat hij Arnulf had geholpen in diens strijd tegen de Moraven.
Egbert Billung is de vader van Wichman de oude en Herman Billung

## Familie
Wichman II is een zoon van Wichman I van Hamaland (*?-ca 860). Wichman I van Hamaland had ook een zoon Meginhard II (*?-voor 880), hij was de oudere broer van Wichman II. Mogelijk is Wichman I van Hamaland een zoon van Meginhard I, die in 794 getuige was voor zijn vader graaf Wrachari in Wichmond.

Volgens historica J.M. van Winter kreeg bij de magenscheid (boedelscheiding) van Wichman I : Meginhard II de goederen en rechten in Gelderland, Overijssel en Drente, hij volgde zijn vader dus op als oudste zoon in de grafelijkheid in Hamaland en Oost-Frankische graafschappen, Wichman II kreeg de goederen en rechten in Westfalen en Oost-Friesland, dus het Lotharinger graafschap in Frisia tussen Lauwers en Eems, en goederen in Oost-Francië. 

Everhard Saxo graaf van Hamaland (*?-vermoord 898) is een zoon van een Meginhard en Evesa (*?-na 881). Mogelijk is dit Meginhard II, eerder dan gezien data een zoon van Meginhard I, die vermoedelijk in 791 schatbewaarder was in de strijd onder aanvoering van Karel de Grote tegen de Avaren.